# Abutilon pictum
Abutilon pictum (nomes populares flor-de-sino, lanterninha e sininho) é uma espécie nativa da Argentina, Brasil, Paraguai e Uruguai.